# Fremouw-formatie
De Fremouw-formatie is een geologische formatie op Antarctica. De formatie is beroemd omdat uit de gevonden fossielen blijkt dat Antarctica niet altijd een ijskoud, ontoegankelijk continent was. De Fremouw-formatie stamt uit het tijdvak Trias (periodes Induan tot Anisian - 251 tot 237 miljoen jaar geleden). De eerste fossielen werden in 1969 gevonden. Naast de Fremouw-formatie zijn ook in de Lashly-formatie en de Hanson-formatie fossielen van dieren uit het Mesozoïcum gevonden.

## Locatie en geologie
De Fremouw-formatie dagzoomt nabij de Beardmore-gletsjer in de Transantarctische Bergen. De formatie valt onder te verdelen in twee delen die vergelijkbaar zijn met bepaalde delen van de Beaufortgroep van de Zuid-Afrikaanse Karoo Beds, de Lystrosaurus Assemblage Zone en de Cynognathus Assemblage Zone. Beide delen zijn vernoemd naar het belangrijkste fossiele dier dat er in gevonden is. Op basis van pollenanalyse is de ouderdom van de twee delen vastgesteld, waarbij de Lystrosaurus Zone de oudste is. De hele Fremouw-formatie is ontstaan door afzettingen van een waterrijk gebied. De resten van dieren en planten, onder meer van bomen en de zaadvaren Glossopteris, wijzen er op dat Antarctica in het Vroeg-Trias een mild klimaat moet hebben gehad, hoewel het continent wel dicht bij de geografische zuidpool moet hebben gelegen.
De Fremouw-formatie is vernoemd naar Edward J. Fremouw, een onderzoeker die in 1959 in verband met het USARP-programma op Antarctica onderzoek deed naar het zuiderlicht.

## Fauna
Drie diergroepen zijn vertegenwoordigd in de Fremouw-formatie: amfibieën uit de orde Temnospondyli, therapsiden en reptielen. De fossielen van de Fremouw-formatie zijn over het algemeen niet erg compleet, waardoor vondsten niet altijd tot een specifieke soort of geslacht zijn toe te schrijven. De grote gelijkenis tussen de fossielen van de Fremouw-formatie en de fossielen van vooral Zuid-Afrika worden gezien als een sterke aanwijzing voor het bestaan van het supercontinent Gondwana tijdens het Trias en het proces van platentektoniek.

### LystrosaurusAssemblage Zone

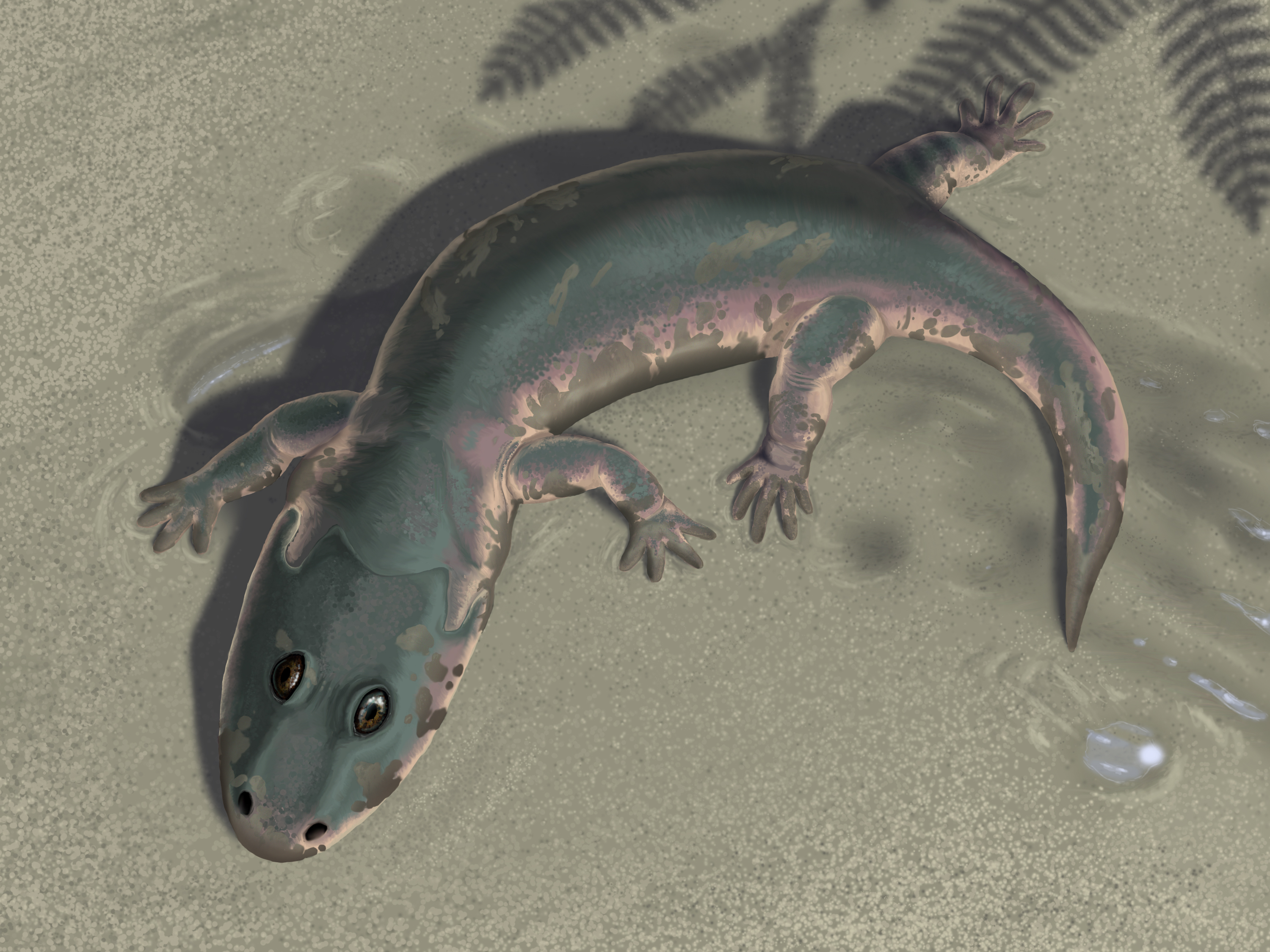
Cryobatrachus kitchingi

Drie groepen therapsiden zijn bekend uit dit deel van de Fremouw-formatie: dicynodonten, cynodonten en therocephaliërs. De dicynodonten worden vertegenwoordigd door drie soorten uit het genus Lystrosaurus (L. curvatus, L. maccaigi en L. murrayi), en de kleinere soorten Myosaurus gracilis en Kombuisia antarctica. Thrinaxodon liorhinus is de Antarctische cynodont. Ericiolacerta parva, Pedaeosaurus parvus en Rhigosaurus glacialis behoren tot de Therocephalia. Andere dieren uit deze zone van de Fremouw-formatie zijn de archosauromorf Prolacerta broomi, het anapside reptiel Procolophon trigoniceps en de amfibieën Austrobrachyops jenseni en Cryobatrachus kitchingi.

### CynognathusAssemblage Zone
De fossiele resten van een tweetal type cynodonten zijn gevonden in de Cynognathus Assemblage Zone. Een deel van een onderkaak is gevonden, waarbij het formaat en de vorm van de kaak en het globale aspect van de tanden wijst op Cynognathus of een nieuwe nauw verwant genus. Het specimen is toegeschreven aan Cynognathus sp. aangezien het geen specifieke kenmerken heeft. De andere cynodont was een herbivoor uit de familie Diademodontidae en waarschijnlijk nauw verwant aan Titanogomphodon crassus. Daarnaast zijn nog resten gevonden van een dicynodont bestaande uit een deel van de onderkaak met een afgebroken hoektand, maar deze zijn te fragmentarisch om met zekerheid vast te stellen tot welke soort ze toebehoren. Mogelijk zijn het fossiele resten van Kannemeyeria, een twee tot drie meter lange dicynodont die in het Midden-Trias wijd verspreid was over de zuidelijke continenten. De twee gevonden soorten amfibieën behoren tot de familie Capitosauridae van de orde Temnospondyli en de Antarctische amfibieën waren grote dieren. Kryostega collinssoni was met een totale lengte van vijf meter en een schedel van één meter de grootste soort en dit krokodilachtige amfibie was de apexpredator van Antarctica in het Midden-Trias. Het andere Antarctische amfibie is niet toe te schrijven aan een specifieke soort of genus.

## Overzicht Fremouw-formatie
| Formatie                     | Laag                                             | Amfibieën                                 | Cynodonten                                                                                                   | Dicynodonten                                                    | Therocephaliërs                            | Reptielen |
| FREMOUW-FORMATIE             |                                                  |                                           | |                                                                 |                                            |           |
| Cynognathus Assemblage Zone  | Kryostega collinssoni                            | Cynognathus sp., Titanogomphodon crassus? | Kannemeyeria?                                                                                                |                                                                 |                                            |           |
| Lystrosaurus Assemblage Zone | Austrobrachyops jenseni, Cryobatrachus kitchingi | Thrinaxodon liorhinus                     | Lystrosaurus curvatus, Lystrosaurus maccaigi, Lystrosaurus murrayi, Myosaurus gracilis, Kombuisia antarctica | Ericiolacerta parva, Pedaeosaurus parvus, Rhigosaurus glacialis | Prolacerta broomi, Procolophon trigoniceps |           |